# Youssef Hocine
Youssef Hocine (* 7. srpna 1965 Melun, Francie) je bývalý francouzský sportovní šermíř, který se specializoval na šerm fleretem. Francii reprezentoval v osmdesátých a devadesátých letech. Na olympijských hrách startoval v roce 1988 a 1992 soutěži družstev. V roce 1991 obsadil třetí místo na mistrovství světa. S francouzským družstvem fleretistů vybojoval v roce 1987 druhé a v roce 1999 třetí místo na mistrovství světa.